# Friedrich Paulus
Pour les articles homonymes, voir Paulus.
 (juin 2010).
Si vous disposez d'ouvrages ou d'articles de référence ou si vous connaissez des sites web de qualité traitant du thème abordé ici, merci de compléter l'article en donnant les références utiles à sa vérifiabilité et en les liant à la section « Notes et références ».
Friedrich Paulus, souvent appelé à tort « von Paulus », est un Generalfeldmarschall du Troisième Reich, né le 23 septembre 1890 à Guxhagen (Empire allemand) et mort le 1er février 1957 à Dresde (Allemagne de l'Est). Il s'est fait connaître au cours de la Seconde Guerre mondiale, principalement pour avoir été capturé avec les restes de son armée à l'issue de la bataille de Stalingrad, défaite majeure de l'Allemagne et tournant dans la guerre.
Après avoir combattu pendant plus de six mois dans la région de Stalingrad, il est encerclé par l’Armée rouge et est contraint de rendre les armes le 31 janvier 1943, le lendemain de sa nomination par Hitler au grade suprême de Generalfeldmarschall de l’Armée de terre allemande, lequel Hitler espérait ainsi un suicide de sa part, pour l'honneur des militaires allemands.
Pour la suite de la guerre, collaborant avec ses anciens ennemis, il devient très critique à l'égard du régime nazi, servant la propagande de guerre antinazie de l'Union soviétique. La guerre finie, en 1946 lors du procès de Nuremberg, il est appelé comme témoin à charge contre ses anciens collègues survivants, militaires ou dignitaires du régime hitlérien. En 1953, autorisé par les autorités soviétiques à rentrer dans son pays natal, il passe les trois dernières années de sa vie en République démocratique allemande, apportant un peu de son expérience à la construction de l'armée est-allemande et en faisant quelques conférences.

## Biographie

### Origines et nom de famille
Friedrich Paulus est né à Guxhagen — plus précisément, à Breitenau —, en province de Hesse-Nassau de l'Empire allemand ; il est le fils de Ernst Paulus, percepteur, et de Bertha Nettelbeck.
La particule von est parfois accolée au nom de Paulus, mais il s'agit d’une erreur manifeste car la famille de Paulus n'a jamais été noble ni anoblie. La confusion vient à la fois du mariage de Paulus (le 4 juillet 1912) avec une femme de la noblesse, la princesse roumaine Elena Konstance Rosetti-Solescu, et du fait que nombre de figures de la Wehrmacht étaient issues de l'aristocratie prussienne, comme Erich von Manstein, Gerd von Rundstedt, Wilhelm von Leeb, Fedor von Bock, etc. Il avait en outre la réputation, dans les cercles mondains, d'avoir une prestance noble par ses manières policées et son port altier.

### Jeunesse et Première Guerre mondiale
Paulus essaye sans succès d'entrer comme cadet dans la Marine impériale, puis étudie brièvement le droit à l'université de Marbourg. Après avoir quitté l'université sans diplôme, il rejoint le 111e régiment d'infanterie comme cadet en février 1910.
Il épouse Elena Rosetti-Solescu (ro) (25 janvier 1889-9 novembre 1949), sœur d'un camarade de régiment, le 4 juillet 1912, dont il a trois enfants : Olga, épouse von Kutzschenbach (1914–2003) et des jumeaux, Friedrich (1918-tué le 29 février 1944 à la bataille d'Anzio) et Ernst Alexander (1918-1970). Ce mariage lui ouvre les portes des milieux aristocratiques allemands, sa femme étant issue de la haute noblesse roumaine. Dès lors, sa carrière s'en trouve quelque peu accélérée. Paulus est un officier d'état-major plus que de terrain. Elena Rosetti-Solescu s'oppose à Hitler dès 1933. Pendant la guerre, elle est arrêtée et persécutée par la Gestapo, mais refuse de divorcer et de se séparer de son mari. Elle décède en 1949, à Baden-Baden, dans la misère, sans avoir revu son mari, revenu de captivité soviétique seulement en 1953.
Au déclenchement de la Première Guerre mondiale, son régiment participe à l'offensive allemande sur le front français. Il combat dans les Vosges et autour d'Arras à l’automne 1914. Après une absence du front pour maladie, il rejoint l’Alpenkorps comme officier d'état-major, servant en Macédoine, en France et en Serbie. Il termine la guerre au grade de Hauptmann (équivalent de capitaine en France).

### Entre-deux-guerres
Après l'Armistice, Paulus combat avec les Corps francs à l'Est (Pays baltes) comme adjoint d'un commandant de brigade. Il reste dans des grades subalternes de la nouvelle Reichswehr créée après le traité de Versailles et est affecté au 13e régiment (wurtembergeois) d'infanterie (de) comme commandant d'une compagnie. Il sert dans différentes fonctions d'état-major pendant plus d'une décennie — de 1921 à 1933 — puis commande brièvement un bataillon motorisé (1934-1935) avant d'être nommé responsable d'état-major au quartier général des Panzer en octobre 1935, une nouvelle formation placée sous le commandement du général Oswald Lutz qui dirige l'entraînement et le développement des trois divisions blindées de l'Armée de terre.
En février 1938, Paulus est nommé Chef des Generalstabes (« chef de l’état-major général ») du nouveau XVIe corps d'armée (Motorisiert, c'est-à-dire motorisé), succédant au commandement de Lutz. Guderian, qui le décrit comme « brillamment intelligent, consciencieux, travailleur, original et talentueux », a des doutes sur sa capacité de décision et sa fermeté. Paulus reste dans cette fonction jusqu'en mai 1939, date à laquelle il est promu Generalmajor et devient chef d'état-major pour la 10e armée allemande, alors commandée par le général Walter von Reichenau.

### Seconde Guerre mondiale

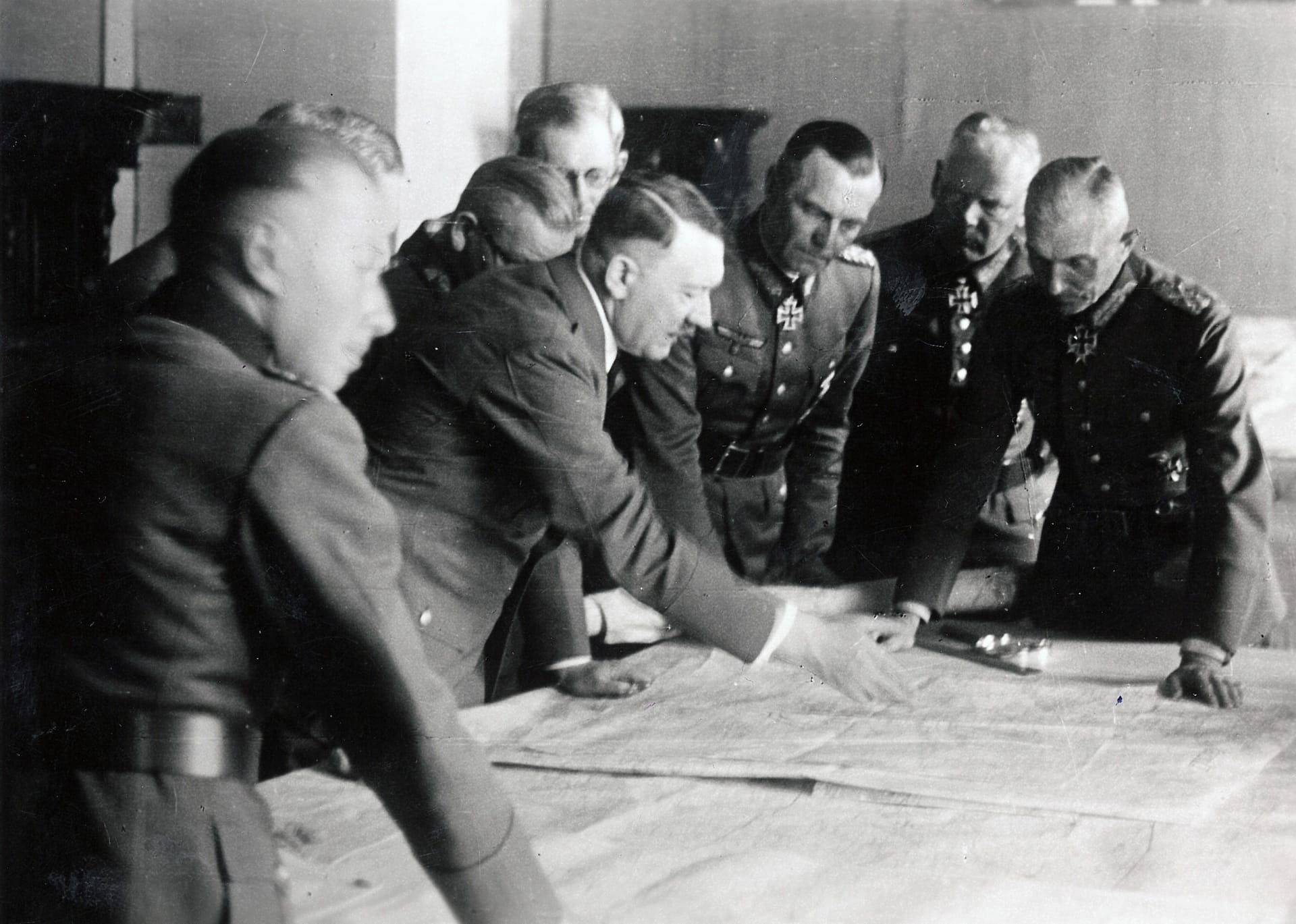
Adolf Hitler, Adolf Heusinger, Fedor von Bock, Friedrich Paulus, en 1942 au quartier général du groupe d'armées Sud.

Avec cette unité, il sert lors de l'invasion de la Pologne, en septembre 1939, puis sur le front de l'Ouest, lors de l'offensive sur les Pays-Bas et la Belgique (pour celle-ci, son unité est renommée « 6e armée »).
Paulus est promu Generalleutnant (à l'époque, équivalent en France de général de division) en août 1940 et, le mois suivant, il est nommé adjoint au chef d'état-major adjoint de l'Armée de terre, Franz Halder. Dans ce rôle, il contribue, par son expérience de l'arme blindée, à l'élaboration des plans pour l'invasion de l'Union soviétique.
Paulus est également chargé de missions diplomatiques auprès des gouvernements hongrois, finlandais et italien. Il se rend en Libye, en 1941, pour enquêter sur les initiatives de Rommel.
Nommé général des troupes blindées, il prend le commandement de la 6e armée le 5 janvier 1942, alors qu'il n'a jamais commandé un corps d'armée ni même une division. Il subit trois mois d'offensives soviétiques pendant l'hiver 1942. Sa hiérarchie le considère comme « un homme assez ordinaire ».
Paulus semble avoir eu des rapports distants avec l'idéologie nazie. Il refuse d'appliquer l'« ordre sur les commissaires » (Kommissarbefehl) qui affranchit explicitement les troupes allemandes de la convention de Genève en prévoyant d'assassiner les commissaires politiques de l'armée rouge et les cadres du Parti communiste. Il fait rapporter les mesures féroces contre les civils russes, juifs en particulier, qui ont été édictées par son prédécesseur, Reichenau (décédé d'une crise cardiaque en janvier 42). Paulus semble avoir été apolitique : ni partisan ni opposant au régime nazi.

#### Stalingrad

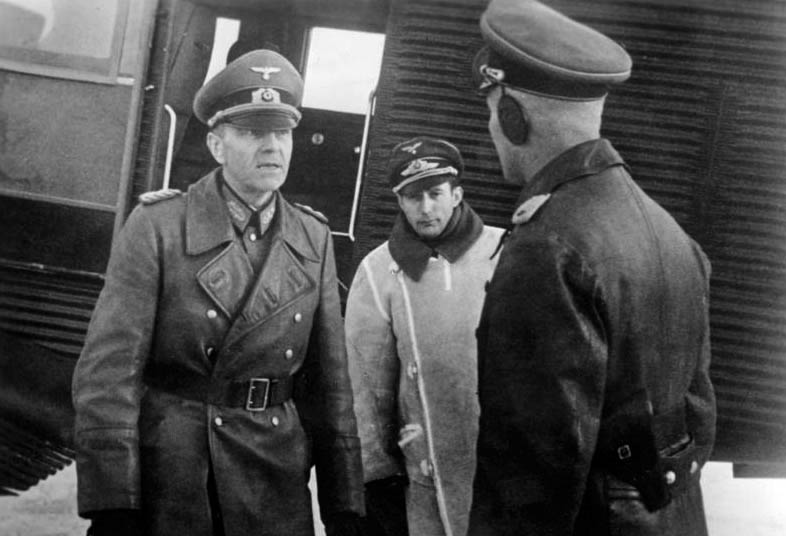
Friedrich Paulus sur un aérodrome militaire du front de l'Est en janvier 1942.

Paulus progresse le long du Don et jusqu'à la Volga de juillet à septembre 1942, en menant une série de batailles d'encerclement contre les armées soviétiques. Il lance alors ses troupes à l'assaut de Stalingrad à trois reprises, sans parvenir à contrôler totalement la ville.
Paulus suit les ordres de Hitler de ne pas évacuer la position allemande à Stalingrad quoi qu'il arrive et ce malgré son encerclement par de puissantes formations soviétiques en novembre 1942. Le réel effort du groupe d'armées du Don sous les ordres du Generalfeldmarschall Erich von Manstein pour faire la jonction échoue en décembre 1942. Paulus ne reçoit jamais l'autorisation de faire une sortie, même lors de l'opération de secours de Manstein. Après guerre, les généraux allemands lui reprocheront de n'avoir rien tenté. Les historiens pensent aujourd'hui que, hormis peut-être le tout premier jour après l'encerclement, une sortie n'était guère réalisable en raison de la faiblesse des réserves de carburant disponibles dans la poche encerclée, et que la 6e armée ne pouvait que se défendre sur place,,.

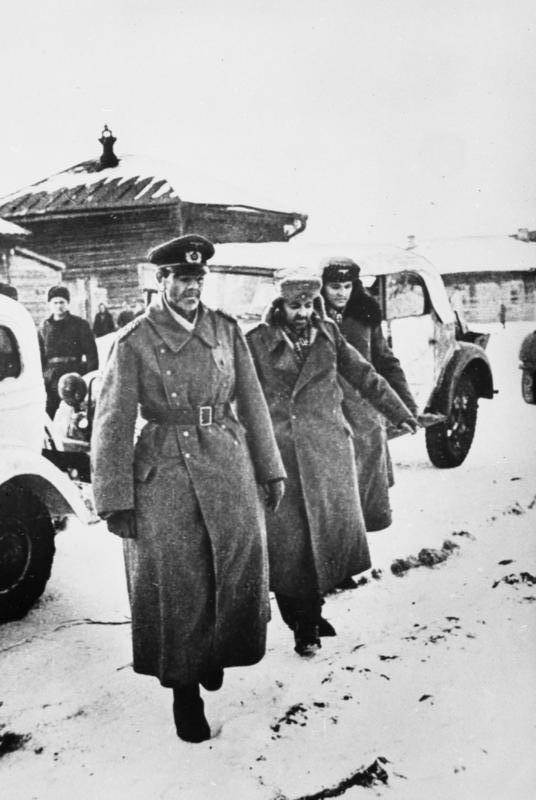
Promu Generalfeldmarschall par Hitler la veille, Paulus (à gauche), vient avec son état-major présenter sa reddition à Stalingrad (quartier de Beketovka) le 31 janvier 1943.

Les troupes assiégées de Paulus résistent jusqu'au début du mois de février 1943. Le manque de ravitaillement en vivres, munitions et carburant, la détérioration de l'équipement et de la condition physique des soldats allemands, la rigueur de l'hiver, et, bien sûr, les assauts soviétiques, ont finalement raison des défenseurs. Paulus a refusé plusieurs offres de reddition présentées à partir du 8 janvier 1943 par le général Konstantin Rokossovski, commandant du front du Don de l’Armée rouge.
Alors que les combats touchent à leur fin, Hitler promeut Paulus au grade de Generalfeldmarschall le 30 janvier 1943, probablement pour le dissuader de toute reddition : aucun maréchal de l'armée allemande ne s'étant rendu jusque là, Hitler attendait de Paulus qu'il se suicidât plutôt que de se rendre. Mais Paulus refuse, déclarant ne pas vouloir se suicider « pour un caporal » (Hitler avait en effet été caporal durant la Première Guerre mondiale) et en outre de par ses convictions religieuses chrétiennes, qui condamnent le suicide.
Malgré sa promotion, Paulus et son état-major se rendent le lendemain, le 31 janvier 1943. Le surlendemain, le 2 février, les restes de la 6e armée allemande capitulent ; 2 500 officiers et 24 généraux sont faits prisonniers. Mikhaïl Choumilov, commandant de la 7e armée de la Garde lors de l'Opération Uranus, mène l'interrogatoire du maréchal Paulus. Durant son interrogatoire, Paulus ne montre que de la haine envers Hitler.
Prisonnier, bien qu'ayant dans un premier temps refusé de collaborer avec les Soviétiques, Paulus devient après l'attentat du 20 juillet 1944 contre Hitler une voix critique contre le régime nazi, rejoignant le Comité national pour une Allemagne libre, parrainé par les Soviétiques et appelant les Allemands à se rendre.
Paulus reste prisonnier des Soviétiques jusqu'à la capitulation de l'Allemagne nazie.

### Témoin de l'accusation à Nuremberg
L'annonce des procès contre les principaux criminels de guerre allemands suscite en novembre 1945 une grande agitation parmi les officiers capturés qui avaient combattu à Stalingrad : un des chefs d'accusation concernait le meurtre de 40 000 civils. Les subordonnés de Paulus rejettent toute responsabilité et se retranchent derrière ses ordres. C'est ce qui pousse sans doute Paulus à collaborer avec l’Union soviétique : il fait savoir à l'officier de liaison du NKVD qu'il souhaite témoigner au sujet de la préparation de l'opération Barbarossa et de ce qu'il sait sur le Gouvernement général de Pologne.
Sous le pseudonyme de Satrap et sous protection soviétique, il est emmené discrètement en Allemagne au début de 1946 et le 11 février, il est témoin de l'accusation devant le tribunal. Il explique son propre rôle lors de la préparation de l'opération Barbarossa et aussi le caractère de guerre de conquête et de destruction que les accusés ne pouvaient pas ignorer. Interrogé sur les principaux coupables, il désigne Keitel, Jodl et Göring. La défense ne parvient pas à affaiblir ses affirmations en lui reprochant son propre rôle dans l'état-major général de la 6e armée et ensuite, après sa capture, au sein du NKVD : en effet, le juge ne considère pas ces aspects comme importants. La déclaration de Paulus satisfait parfaitement les attentes des responsables soviétiques, mais Paulus n'obtient rien en échange. Il lui est notamment interdit d’aller au chevet de sa femme gravement malade : « On n'en voit pas l'utilité ». Ainsi, celle-ci meurt en 1949 sans avoir revu son mari.
L'attitude du Generalfeldmarschall ne convainc pas les soldats et les officiers prisonniers des Russes : la plupart le tiennent pour quelqu'un de méprisable et estiment qu'il n'est pas moins coupable que Keitel, Jodl ou Göring. Pour cette raison, plusieurs pensent qu'il sera lui-même jugé également. À son retour d’Allemagne, Paulus n'est pas ramené au camp, mais installé dans une datcha à Tomilino (en). Il y retrouve les généraux Vincenz Müller et Arno von Lenski (en) ainsi que son officier d'ordonnance, le colonel Adam. En convalescence après une tuberculose pulmonaire, ils séjournent deux mois en Crimée pendant l'été 1947. Leur régime change en 1948, quand — contrairement à Paulus — ils sont relâchés et qu'on ne laisse avec Paulus que deux prisonniers de guerre allemands en tant que cuisinier et ordonnance. Cette situation et les mauvaises nouvelles sur la santé de sa femme, provoquent chez lui une dépression. Aussi, en juin 1948, il demande à être rapatrié en zone orientale de l'Allemagne, car il souhaite aider à la construction d'une Allemagne démocratique étroitement liée à l'Union soviétique. Apparemment, il escompte avoir ainsi des chances plus grandes d'être libéré ; mais sa demande reste sans réponse. Paulus a le sentiment que l’Union soviétique cherche à le mettre en accusation : les sorties au théâtre de Moscou ne lui sont plus permises, il ne reçoit plus la visite de fonctionnaires et on lui retire sa radio sous un prétexte futile. Cependant, en 1949, bien qu'il existe contre lui des charges assez lourdes, il n'est toujours pas inculpé.
La mort de sa femme en novembre 1949 lui est cachée pendant quatre semaines : on veut éviter que Paulus refuse désormais d'aller vivre en Allemagne de l'Est, puisque le fils et la fille qui lui restent vivent tous deux en Allemagne de l'Ouest. Pour cette raison, si on donne un accord de principe à une nouvelle demande en mai 1950, la permission définitive n'arrive toujours pas. Un rapport de 1953 indique : « Le rapatriement de Paulus est repoussé jusqu'à un ordre exprès, on n'a plus à en parler. » Il ne peut désormais être question pour lui que de s'installer en Allemagne de l'Est, puisqu'à l'Ouest son image a été dégradée, notamment par un roman de Theodor Plievier, relatif aux évènements de Stalingrad ; en outre, l'Allemagne de l'Ouest a la possibilité de le mettre en accusation. En septembre 1953, il rencontre à nouveau Walter Ulbricht en Russie, et son retour est à nouveau évoqué. Avant que Paulus ne monte dans le train pour Francfort-sur-l'Oder avec ses deux domestiques le 24 octobre 1953, il écrit une nouvelle lettre pour parler de son dévouement envers l'Union soviétique, ce qui, aux yeux du public allemand, le classe définitivement parmi les traîtres.

### Dernières années
Le 27 octobre 1953, Paulus foule le sol allemand pour la première fois depuis 1946 : sur le quai, l'attendent Arno von Lenski (de) et Wilhelm Adam (de). Ils se rendent ensuite à Berlin-Est à une réception officielle donnée par la direction de l'État et du parti de la RDA.

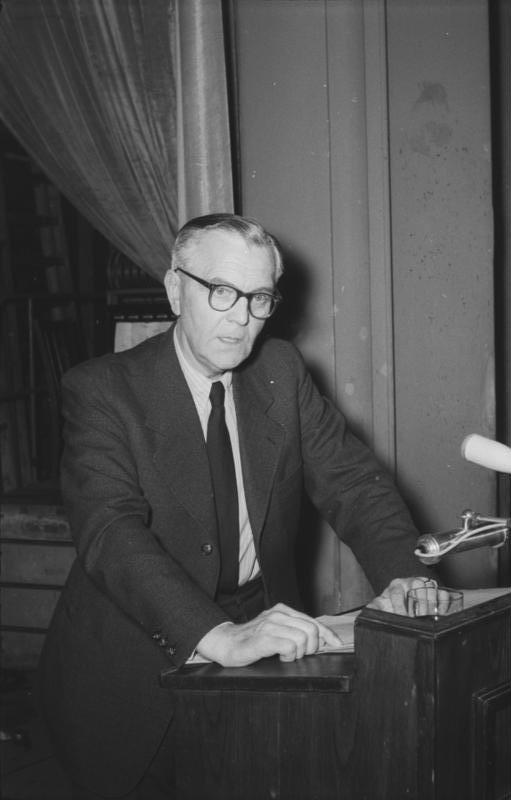
Friedrich Paulus à une conférence de presse à Berlin en 1954.

Son nom gagne en importance après que Konrad Adenauer, le chancelier fédéral, ancre à l'Ouest la RFA : en effet, on veut lui opposer des figures connues qui soutiennent la RDA. On le loge donc dans une villa de Dresde, dans le quartier de Weisser Hirsch, et il a le privilège de porter une arme et de disposer d'une voiture fabriquée en Allemagne de l'Ouest : une Opel Kapitän. Il n'en est pas moins soumis, après son arrivée, à la surveillance de la Stasi : tous ses employés font partie des services secrets, son courrier est espionné, son téléphone et son logement surveillés.
En RDA, on ne lui donne aucun poste où il peut avoir de l'influence. Sa fonction officielle est de diriger le bureau de recherche d'histoire de la guerre à la Haute École de la police populaire en caserne : il y est, entre autres, l'un des principaux auteurs des instructions de service de l'Armée populaire nationale de la RDA. Paulus écrit et donne des conférences sur la bataille de Stalingrad. Pour le reste, il mène la vie des notables locaux et passe volontiers des soirées entre vieux soldats. De fait, il a alors des difficultés à établir le contact avec ses compatriotes et s'entend mieux avec les généraux soviétiques.
En 1955, il est associé à l'initiative « Rencontres panallemandes entre officiers », qui vise à empêcher le réarmement des deux Allemagnes. Lors de cette initiative, il s'efforce d'obtenir la libération des derniers prisonniers de guerre. Pour cela, il contacte le gouvernement de la RDA qui n'y trouve aucun intérêt. La deuxième rencontre appelle à la résistance nationale contre la politique menant à une scission durable de l'Allemagne. Cet appel, ainsi que la participation d'officiers de la Waffen-SS, conduisent la RDA à interdire les rencontres qu'il organise.
Ensuite, principalement pour des raisons de santé, Paulus se retire de la vie publique : en effet, à compter de 1955-1956, il souffre de paralysie bulbaire avec sclérose latérale amyotrophique, une affection du système nerveux central qui conduit à la paralysie des muscles mais qui n'affecte pas sa lucidité intellectuelle. L'aggravation rapide de son état de santé l'empêche de terminer une étude sur la bataille de Stalingrad. Il meurt en fin d’après-midi le 1er février 1957 dans sa villa de Dresde et il est inhumé avec les honneurs militaires au cimetière de Dresde-Tolkewitz.
Sa tombe est ensuite déplacée au cimetière de Baden-Baden pour qu'il repose au côté de sa femme morte huit ans avant lui.